# Arthur Elkins
Arthur Elkins (1880 – 1920) là một cầu thủ bóng đá người Anh thi đấu ở vị trí tiền đạo.